# TISTA
『TISTA』（ティスタ）は、遠藤達哉による日本の漫画作品。

## 概要
特殊能力を持つ暗殺者（殺し屋）となった少女と、彼女を取り巻く人々を描いたサスペンス作品。遠藤にとって初連載であり、『ジャンプSQ』（集英社）創刊号からの連載作品の一つでもある。『ジャンプSQ』2007年12月号から2008年8月号まで連載された。
作者は基本的に「少年漫画家」ではあるが、犯人を銃殺する描写がある為、青年漫画に近い内容となっており、残虐描写も多い。また、児童虐待を含む社会問題を題材として取り込んでいる。
遠藤自身は後に「終始鬱々とした内容」で、「拙すぎてお恥ずかしい」が「思い入れのある作品」であると振り返っている。

## ストーリー
次々と著名人の命が奪われる連続殺人事件が、New York Cityで発生していた。
超遠距離からの射撃で、標的を射抜く犯人「New York Cityの死神"シスター・ミリティア"」の存在に脅える街に住む少女ティスタ・ロウンが背負う運命とは…。

## 登場人物

### メインキャラクター
ティスタ・ロウン
本作の主人公。本名はティスタ・ロックウォール。通称ティセ。
内向的で繊細かつ気弱な性格をした女子。ごく普通の女子大生（教育学部）だったが、ある事件を機に退学し、修道院に身を寄せる。
12年前、自身を虐待していた両親が麻薬中毒者の強盗に殺される。この事件により、「パパとママを殺してほしい」と祈ったことで両親が殺されたと思い込んでいる。そのまま修道院に保護され、自分と同じ孤児たちと暮らす。後にブラザー・ロウンに引き取られ、彼を父親代わりに育つ。ブラザーの死後、彼の左目を移植され、New York Cityの死神と恐れられる暗殺者"シスター・ミリティア"という裏の顔を持ち、教会からの依頼で、「聖務」と称し犯罪者を暗殺する。
主武装としてリボルバー・ライフル「I.H.S.V-P3」、副武装としてフルオートマチック・ピストル「I.H.S.V-センチュリオン」を所持。戦闘コスチュームはサングラスに黒尽くめの衣装。暗殺をする際、瞳に十字線が入り、その能力の影響でスコープ無しで狙撃ができる。ハンドガン使用に限り、相手の眼球を撃って殺害する傾向がある。
第6話にて任務中に標的の罠にかかった事が原因で、騎士位階を剥奪された。その後、復帰する為にアーティー始末を試みる。しかし、すんでのところで思い止まり、自ら命を絶とうとした直後、ティスタに代わってアーティーを射殺しようとした修道士の使徒と戦い、相撃ちになり瀕死の重傷を負う。事件後、一命をとりとめたことを引き換えに右目を失明した。その後は120年の懲役に服するが、助祭の司法取引により刑期の3分の1を経過した時点での状態・状況を見て24時間監視下での仮釈放を検討された。
アーティー・ドロワー
芸術学部3年生。「未来の超大物画家」を目指す青年。
美術館管理主任だった父親を亡くした後、孤児院で育った（母親の詳細は不明）。ティスタとは路上で麻薬中毒者の車に轢かれそうになった時に助けて知り合い、お互いに惹かれあう。しかし、事件に巻き込まれたことで、ティスタと別れてしまう。その後はハリスに撃たれた利き手を治療しつつ、正体を知った後もティスタを探す。孤児院育ちゆえ「そっち方面」には顔が広い。
実はティスタと同じく修道院で育った過去を持つが、本人はティスタに関する記憶を失くしていた。ティスタの手配書が原因で聖心十字修道院に命を狙われたが、ティスタの機転で助かる。2年後、無事に大学を卒業し創作活動しているようで、刑期に服しているティスタとは相思相愛の仲になっており、定期的に彼女の面会を行うようになっている。
なお、スクエア掲載時は「アーティ・ドロワー」となっていた。
スノウ・ワイトハート
FBIに所属する心理分析官。27歳の妙齢の女性。
かなり抜けているように見えるが、連続狙撃犯「シスター・ミリティア」の大まかな犯人像、心理状態の変化を掴むなど、プロファイリング（心理分析官）としては有能。ティスタに目をつけ、捜査する。後にティスタをシスターミリティアとして現行犯逮捕する。
なお、スクエア掲載時は「スノウ・ロイトハート」となっていた。
スージー・スーサイン
ティスタの初めての友達。また、ティスタの右目に十字線が刻まれる原因を作った人物。
感受性が強い性格で、同年代の孤児たちに気味悪がられるティスタを気にかけていた。明るく社交的だが、複雑な家庭の事情から季節の変わり目になると修道院に預けられるようになっており、全身に実父母から受けた虐待の傷跡がある。実母が離婚により姿を消した後、実父の理不尽な怒りによる裏切りを受け、喉を潰されたことで自殺未遂を起こし、瀕死の重傷を負った。以降、言葉を話せなくなり、手話を使うようになる。ティスタがミリティアになった頃には、舞台女優として活躍しているが、アーティー同様、ティスタに関する記憶を失くしていた。
なお、スクエア掲載時は「スーザン・スーサイン」となっていた。

### サブキャラクター

#### 聖心十字修道院
ブラザー・ロウン
ティスタの教父。本名不明。故人。"シスター・ミリティア"の先代的役割を負っていた人物。実の親を亡くしたティスタの父親代わりでもあった。
スージーの実父を始末した後、ティスタの同意を得て彼女を引き取り、「修道騎士の師」として修行を受けさせる一方、「ティスタの父親（養父）」としての愛情を持って育てていた。ティスタを修道騎士にさせまいと彼女を連れて修道院を抜け出そうとするが、十字眼を宿した同僚に抹殺される。
ペトルス
修道院の神父。眼鏡をかけた優男で、周囲からは人当たり良い人物として知られている。
本性は歪んだ正義感を持つ激情家であり、「献身という犠牲なしにはこの世界は救われない」という理念を持つ。ミリティアに指令を出す彼自身もまた参事会からの指令を受けている。
プロコ
修道院の助祭を務める男性。ミリティアの暗殺任務補佐。本名はリデム・ジャキール。
ブラザー・ロウンとは信頼しあう仲で、彼の亡き後もティスタを見守る。ティスタには「プーおじさん」と呼ばれ慕われている。
ティスタがミリティアを辞めてすぐ警察に逮捕され、2年間FBIに協力。組織の内部情報と引き換えにティスタの減刑と処遇についての司法取引をした後、ラクーン刑務所に移送する最中にミリティアとなったスカーに射殺される。
スカー
「三拷会」から保護され、修道院に引き取られた少年。自傷傾向があり、リストカット癖を持つ。
ティスタと交流を持つようになるが、結局最後まで心を開かなかった。ティスタが修道院を退会後、新たなミリティアとなりプロコを射殺する。

#### 警察・FBI
マクミラン警部／マッキー
シスター・ミリティアを長年追い続けている刑事。アーティーとは顔見知り。
チャーリー
マクミラン刑事と行動を共にする刑事。マッキーを「マクさん」と呼ぶ。表面ではとんだおとぼけ刑事を演じていたが、裏でプロコと内通し、参事会にティスタの正体を知るアーティーの存在を隠していた。しかし、その事がバレて修道院に消される。
フォード室長
スノウの上司にあたるFBI捜査官。スノウを「ヒヨッコ」呼ばわりしている。
リー
スノウの同僚であるFBI捜査官。

#### その他
ママ先生
修道院で孤児たちの教育を勤める修道女。ティスタ・スージー・アーティーの過去を知っている。
ニナ
アーティーの女友達。アーティーのことが大好きでしょっちゅうアプローチを仕掛けるが、当のアーティーには鬱陶しがられ相手にされていない。本人曰く、元幼馴染に当たる存在で、昔のアーティーを知っているらしい。
ホフマン
児童福祉局の課長。ミリティアの正体についても知っている。
ピグマ・ブラックマーカ
悪戯描きが好きな11歳の少年。ホワイト・モンキーズに所属していた。ティスタと出逢ったが、その直後、マシロ・エイプスの策略によって帰らぬ人となる。

### ターゲット
スタバノ・フラペッチノ
第1話の標的。リトルイタリーを拠点にシチリアのシンジゲートから密輸した武器・麻薬を売りさばいている新興組織の頭。ティスタの狙撃を受け死亡。
ハリス・コーネル
第1話の標的。アーティ・ドロワーの里親。ウエスト・ギーノ美術館の館長だが、実際は麻薬が隠されている美術品を飾っているに過ぎない。アーティーの父を殺し、アーティーの手を撃った張本人でもある。部下を皆殺しにされた後、ティスタをも殺そうとしたが、返り討ちされた。
セイン・ステイリー
第1話の標的。英国文化保護財団会長。ハリスの美術館に麻薬を運んでいる。ティスタの狙撃を受け死亡。
コリンズ
ブライアント
カーター
エリクスン
第2話の標的。いずれも汚職疑惑を持っている市議会議員と弁護士。ティスタの狙撃を受け死亡。
ウォヤーノ・S・ライツ
第3話の標的。上院議員の息子。 所謂「法で裁けない犯罪者」かつ「親の七光を持つバカ息子」。警察からは殺人・死体遺棄・連続婦女暴行の容疑者としてマークされていたが、持ち前の権力で自身の犯罪をもみ消していた。ティスタに両目ごと脳天を撃ち抜かれ死亡。
マシロ・エイプス
第4話の標的。ブロンクスのストリートギャング「ホワイト・モンキーズ」のリーダー。一種のカリスマ性を持つチンピラで、作戦を失敗した仲間を嬲り殺しにするほど冷血な本性を持つ。自身と対立するチームの「レッド・ドッグス」に所属する15歳の少年を始末するため、子分であったピグマに刺殺させた。更に警察の目がピグマに及ぶと、ピグマを切り捨てるために鉄パイプで殴り殺した。ピグマ殺害後、手下達ともどもティスタに銃殺される。
津（シン）
第5～6話の標的。浮浪児や負債の肩代わりを狙った人身臓器売買組織「緋燕幇（フェイヤンバン）」の老大であり、チャイナタウンのマフィア「三拷会」傘下。ベトナム戦争で戦った父親がいる。部下を犠牲にしてまでティスタを追い詰めるが、結局返り討ちとなり始末される。
Mr.スーサイン
第7～8話の標的。スージーの実父。幼少期に養護施設に保護されるも、成人後に成功を収め、家庭をも築いた人格者だが、本性は腹黒かつ暴力的な人物。妻であったスージーの実母とは修復不可能なほど不仲で、後に離婚する際、彼女から親権を押しつけられたこともあり、娘のスージーの存在を潔く思っていなかった。スージーを自殺（未遂）に追い込んだ後、参事会やティスタに依頼されたブラザー・ロウンの始末を受ける。
リデム・ジャキール
第9話（最終話）の標的。彼の事については、聖心十字修道院のプロコを参照。

## 用語
聖心十字修道院コロナ子女救済院
親を失くした（捨てられた）子供たちが暮らす教会の施設で、ティスタの育った場所。裏組織ぐるみで犯罪者を暗殺しており、児童福祉局とも繋がりがある。ここで暮らす孤児たちは未来のミリティア候補。
ウサギのぬいぐるみ
ティスタが養父（教父）のブラザーから貰った大切なぬいぐるみ。なぜか貰った当初と異なり目隠しをしてある。ブラザー曰く「パパと同じで臆病」。
シッパイダーマン
子供達に大人気のアニメ。彼女いない歴35年のギャルゲーオタクが、正義のヒーローとなって悪に立ち向かう。
十字眼（ゼロイン）
修道騎士（ミリティア）が持つ特殊能力。瞳に十字線が入るのが特徴。暗殺・狙撃において最高の技術を発揮させるが、罪悪感にとらわれると光（視力）を失う。作中の描写から、古代の祖先から受け継がれた力である模様。

## 書誌情報
- 遠藤達哉『TISTA』集英社〈ジャンプ・コミックス〉、全2巻。
  1. 2008年6月9日第1刷発行（6月4日発売[集 1]）、ISBN 978-4-08-874490-2
  2. 2008年9月9日第1刷発行（9月4日発売[集 2]）、 ISBN 978-4-08-874570-1